# Vrubozubec paví
Vrubozubec paví (Astronotus ocellatus) je druh sladkovodní ryby z čeledi vrubozubcovití, pocházející z oblasti Latinské Ameriky.

## Popis
Jedná se o velkou jihoamerickou cichlidu, vhodnou jen do značně velkých akvárií s rybami stejně velkými. Jejich zbarvení je v různém stáří jiné, když jsou rybky mladé zhruba ve velikosti do 6 cm, je jejich zbarvení čokoládově hnědé s bílou kresbou, která je jemně černě lemována, v dospělosti jsou rybky jednolitě šedohnědé s občasnou šedobílou kresbou. Na kořeni ocasní ploutve je tmavá skvrna, která je červeně ohraničena. Jejich snášenlivost je různá kus od kusu, jedny se chovají naprosto mírumilovně a majestátně a ostatních ryb si téměř nevšímají a druzí téměř bez přestání uzurpují vše, co je v akváriu. Rybky jsou naprosto neúnavnými dělníky při přestavbě akvária, ani velké kameny jim nedělají výrazné problémy, rostlinky v jejich blízkosti dlouho nevydrží. Jejich apetit je velký a v dospělosti dokážou spotřebovat opravdu značné množství potravy. Dnes je již v zajetí chováno poměrně hodně barevných variant, z nichž asi nejhezčí je červená (red oscar), kde platí, že čím je ryba starší tím více má výrazné červené zbarvení. V poslední době se také objevuje modrá dlouhoploutvá varianta, která je velmi náchylná na různá bakteriální onemocnění.

## Potrava
Živá potrava: maso, mouční červi, v mládí nitěnky; granule: hikari – japonské granule, velice kvalitní krmení, ryby jsou po něm nádherně zbarveny a velmi rychle rostou.

## Rozmnožování
Rozdíly v pohlaví jsou málo patrné, ale sameček má často tři zřetelné kulaté skvrny na ostnaté části hřbetní ploutve, což není pravidlem, dá se také u dospělých ryb poznat podle velikosti ploutví, samec je má statnější. Vždy je lepší si pořídit skupinu mladých ryb, ze které se časem pár najde sám. Chovný pár, který se k sobě hodí, přejde do tření, jakmile je samice připravena. Jikry kladou na předem očištěný povrch, nemají žádné požadavky na podklad a často se třou na dno nádrže. Tření vypadá velmi nebezpečně, ale většinou si ryby vůbec neublíží. Z jednoho tření může být až přes 1500 jiker. Plůdek se líhne zhruba za 55 až 70 hodin a za dalších 50 až 80 hodin se rozplave. Zprvu se zdržuje na těle rodičů, jako je tomu u terčovců, kde je nejvíce chráněn a pravděpodobně má i dostatek potravy v podobě kožního sekretu rodičů. Na rozdíl od terčovců není tento kožní sekret potřeba k úspěšnému odchovu potomstva. Ale velmi urychluje jejich růst. Jejich další odchov je bezproblémový, mladé rybky s chutí přijímají buchanky a rychle rostou. zhruba za tři měsíce mají již kolem 4 až 5 centimetrů.

## Galerie

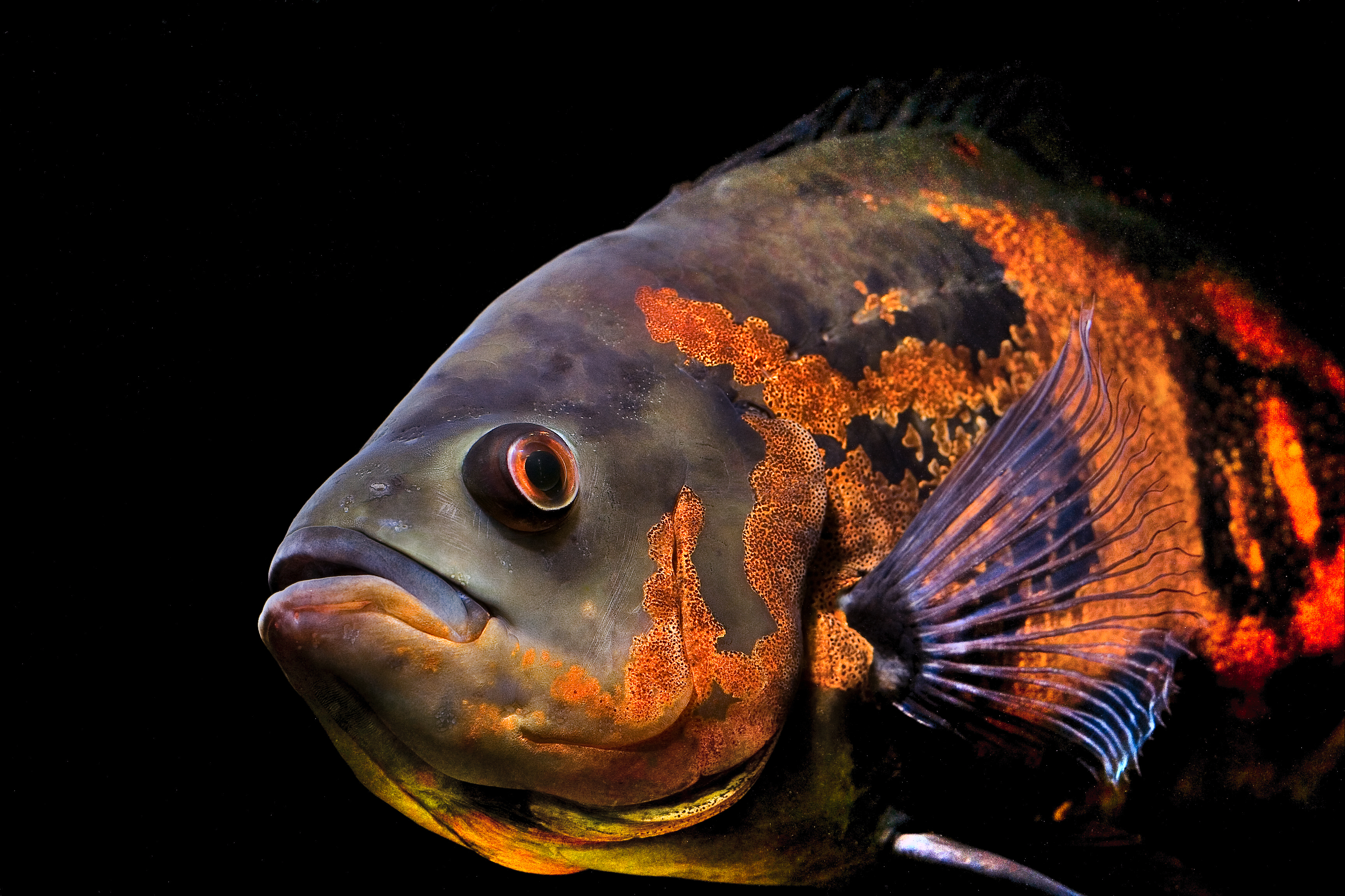
Vrubozubec paví
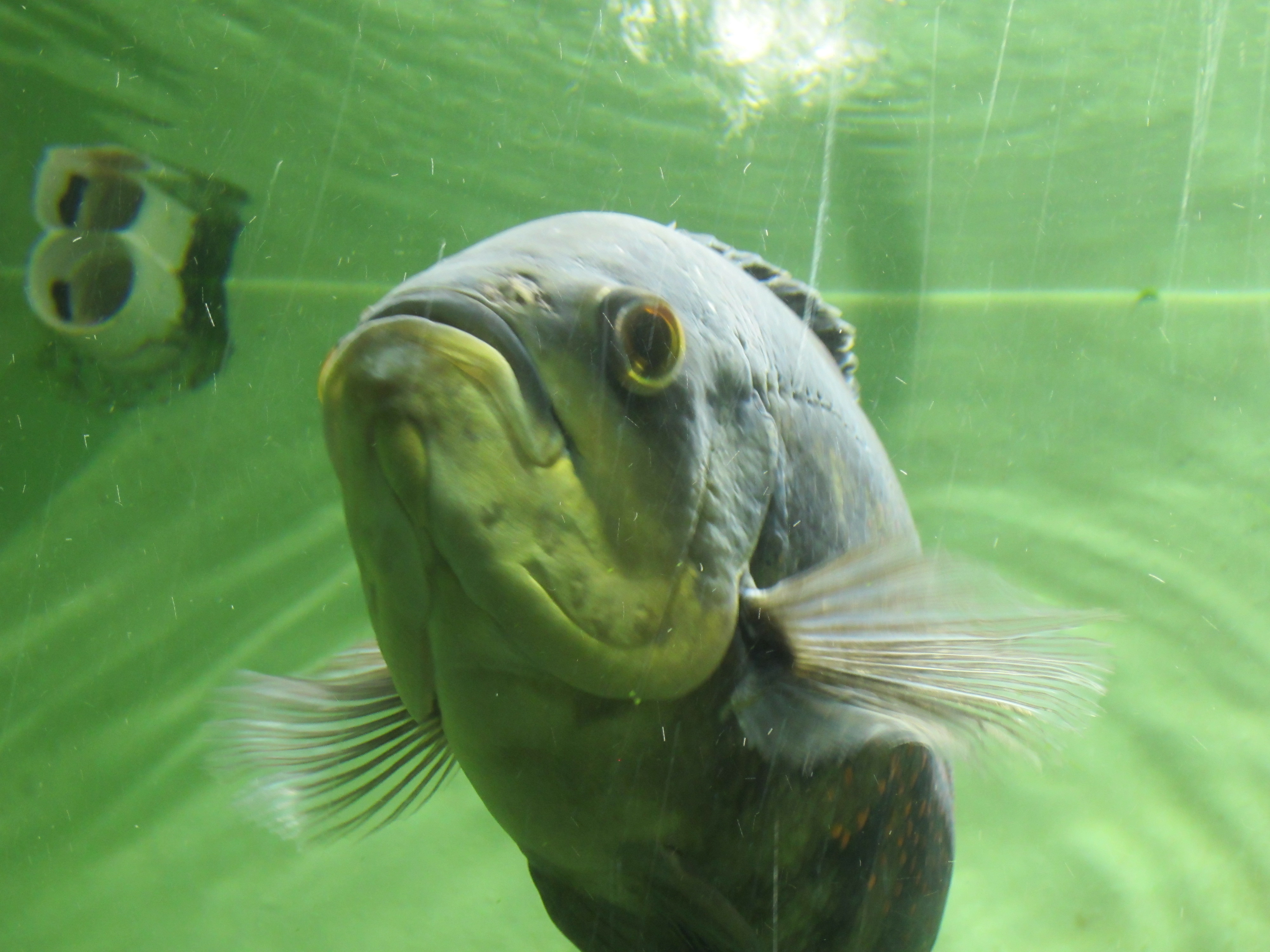
Vrubozubec paví
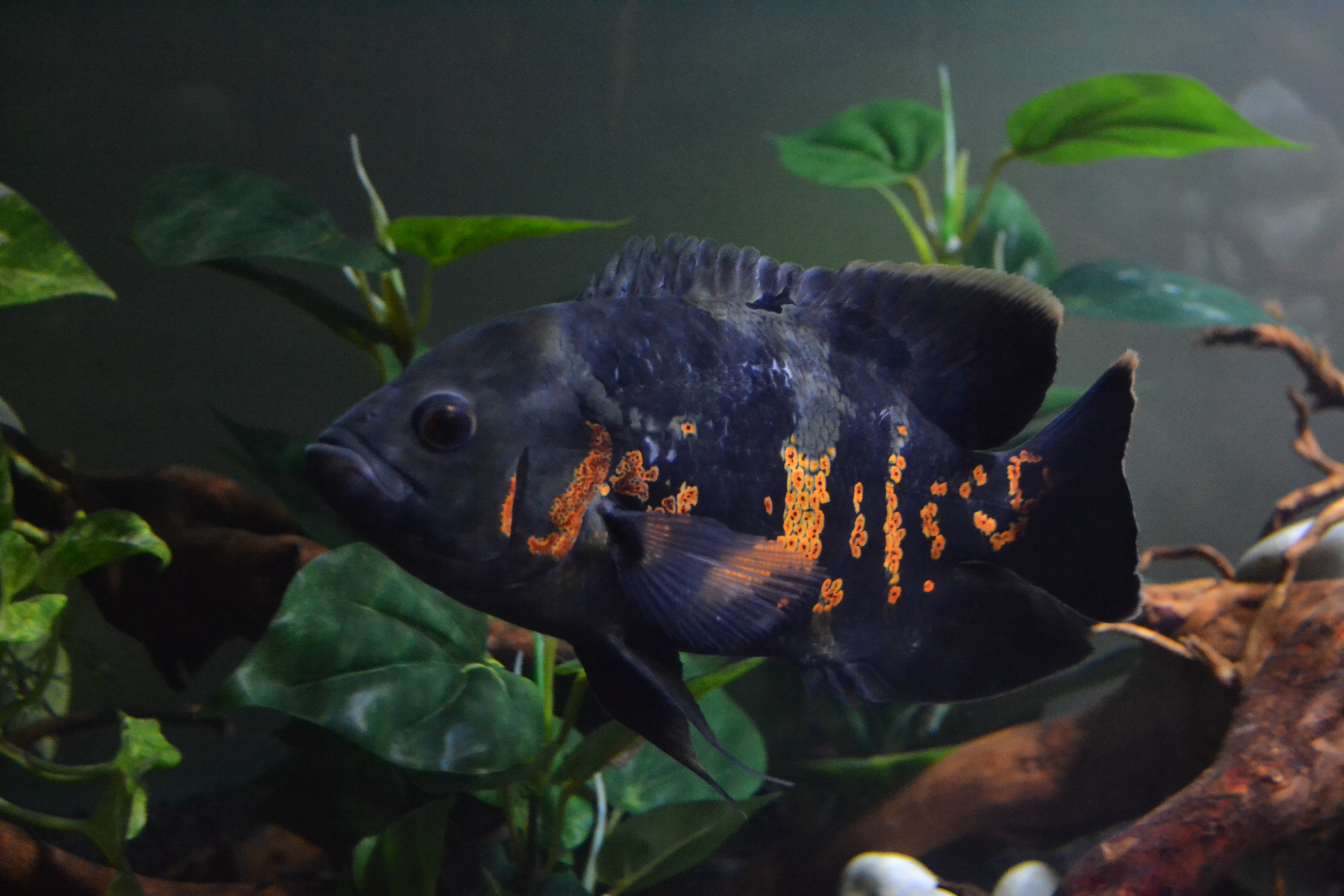
Vrubozubec paví
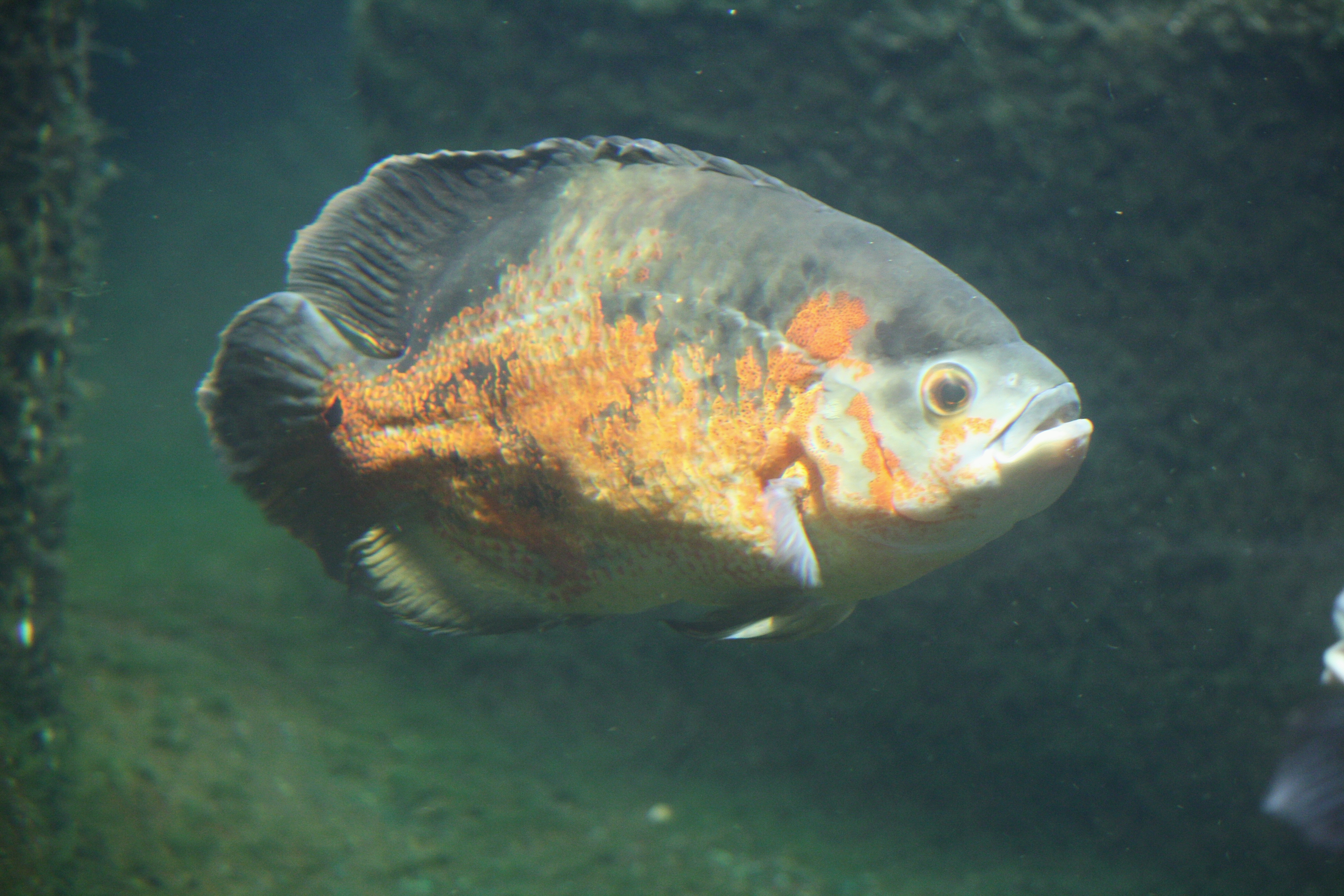
Astronotus ocellatus
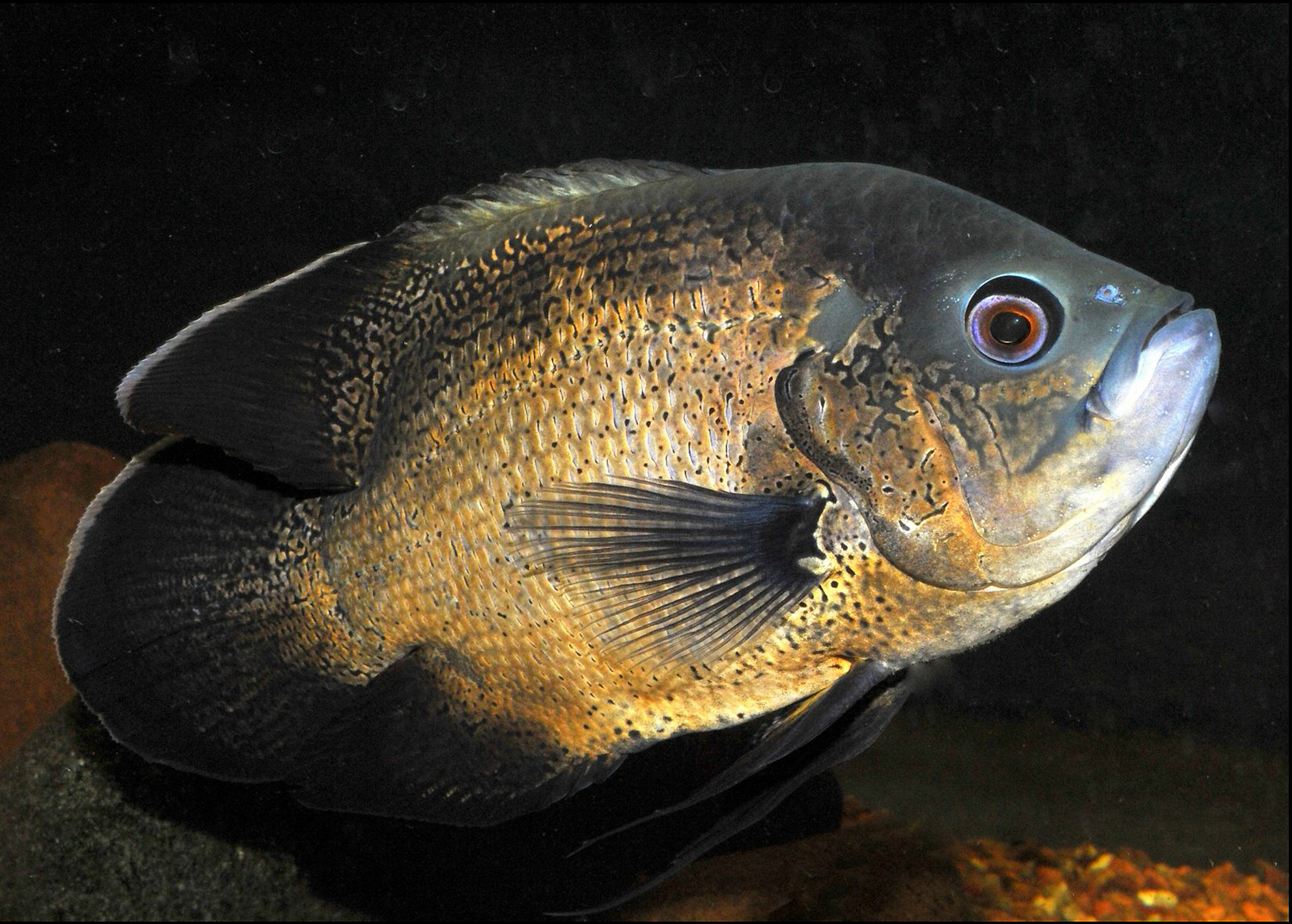
Vrubozubec paví
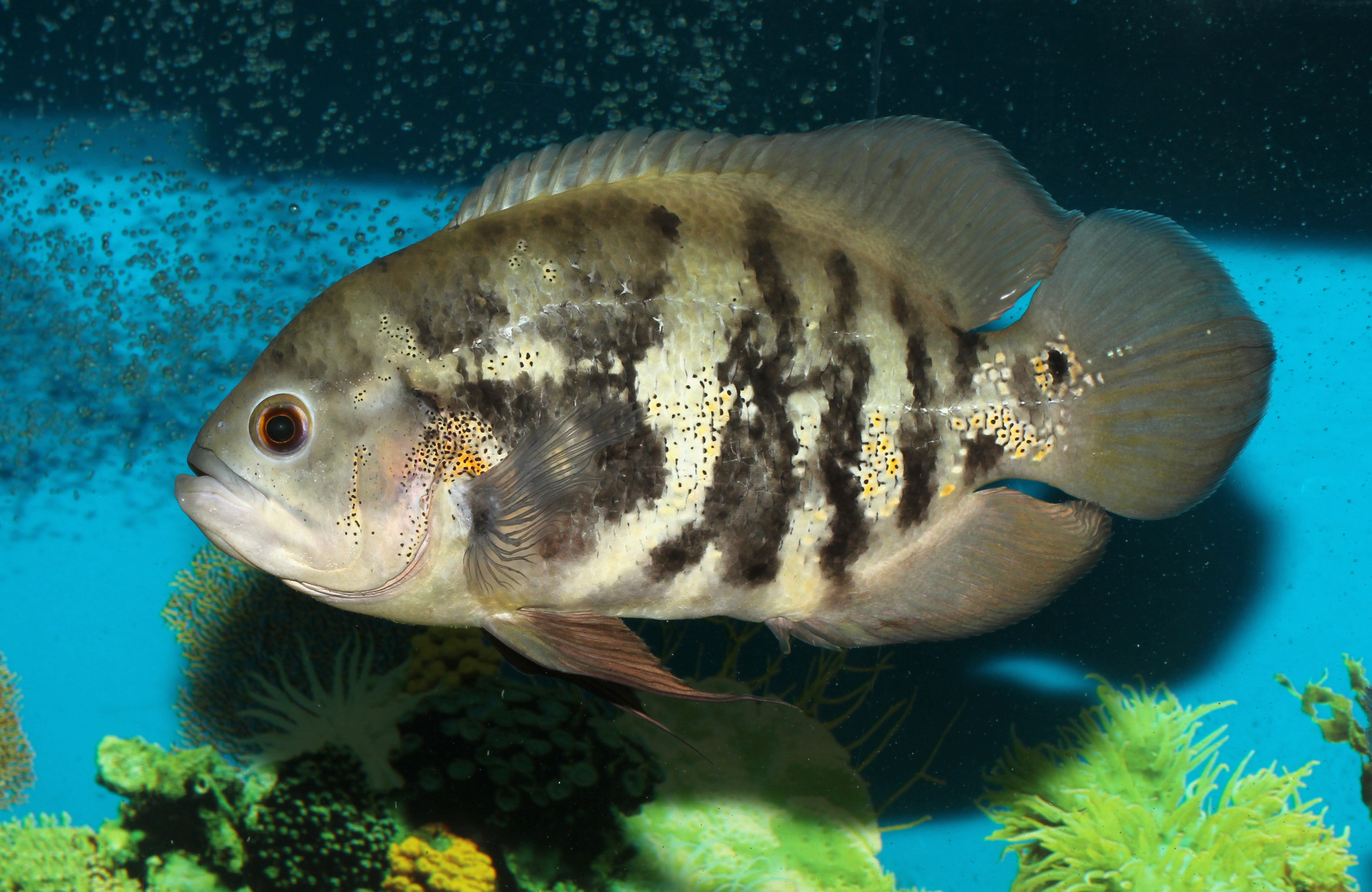
Vrubozubec paví
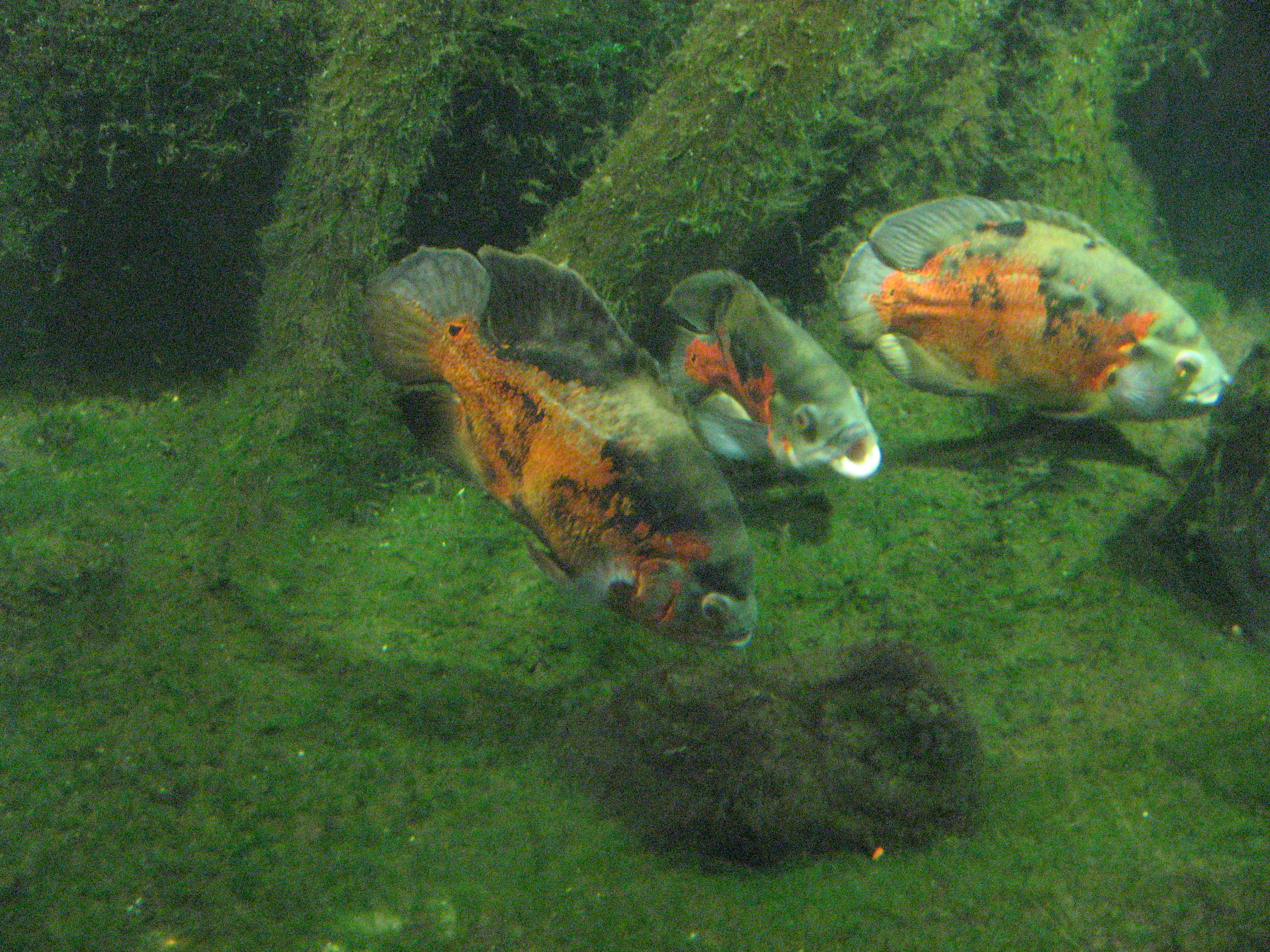
Vrubozubec paví
Astronotus Ocellatus Apollo-Rosa
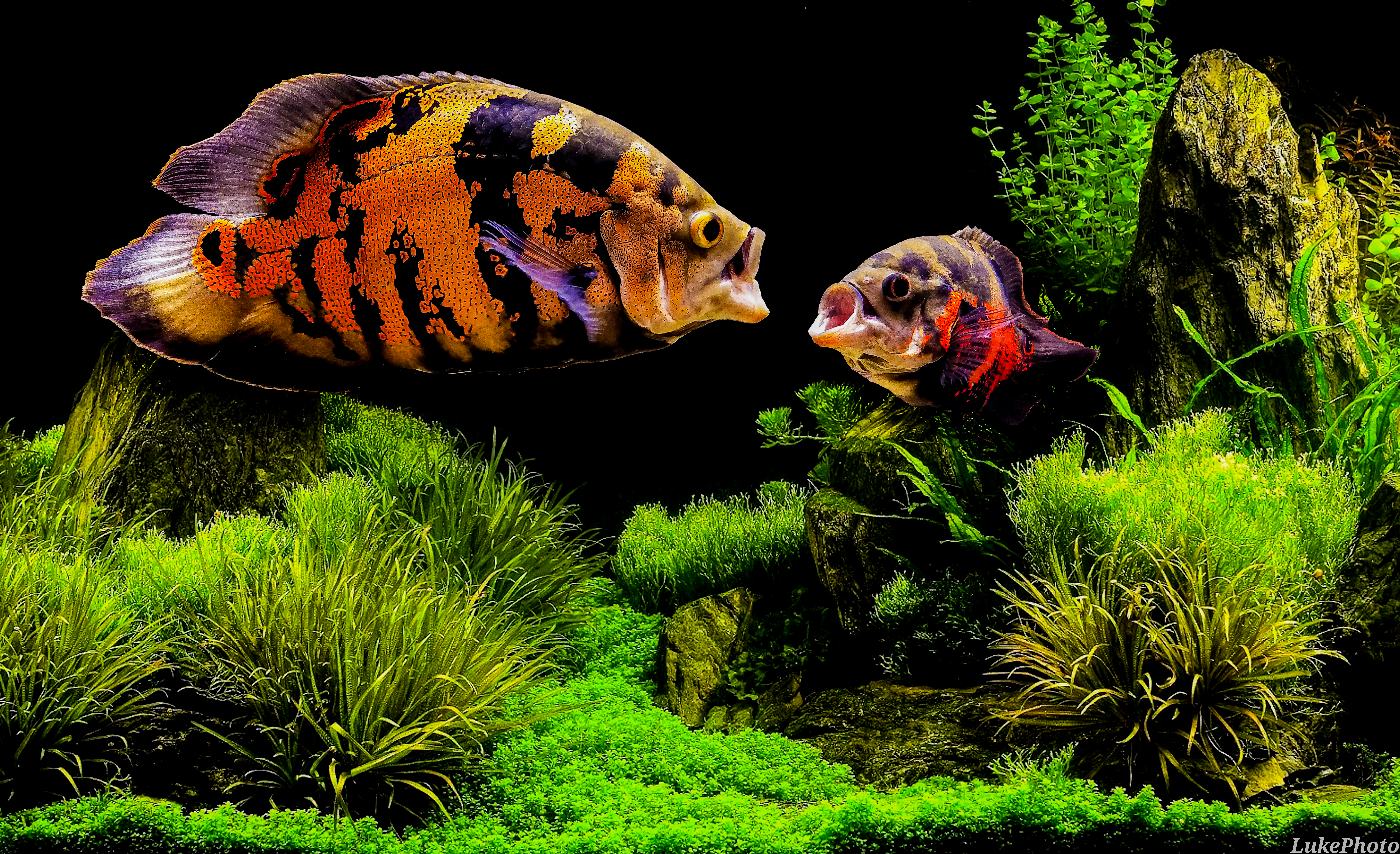
Oscar-Fish
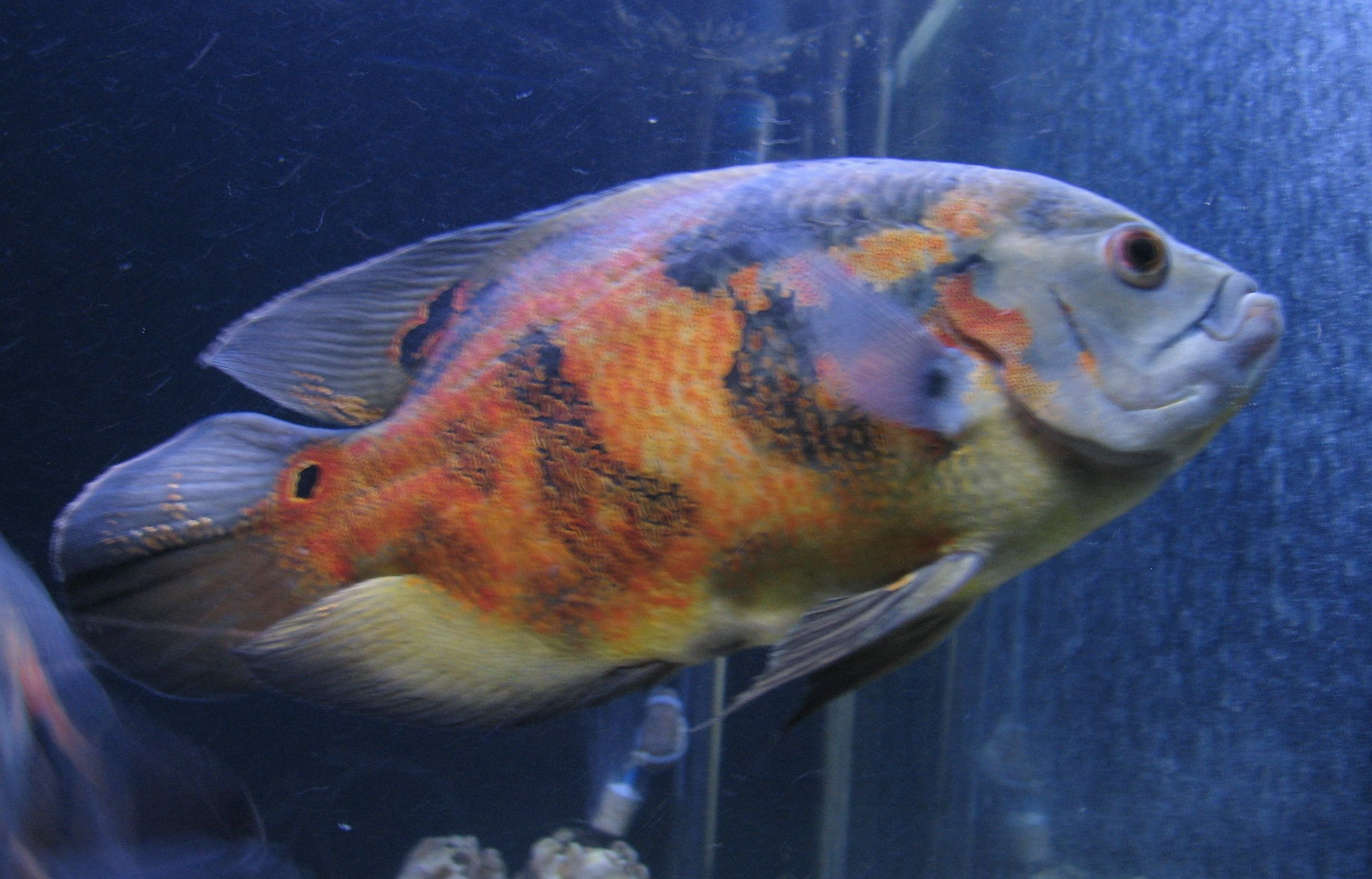
Vrubozubec paví v akváriu ZOO Brno
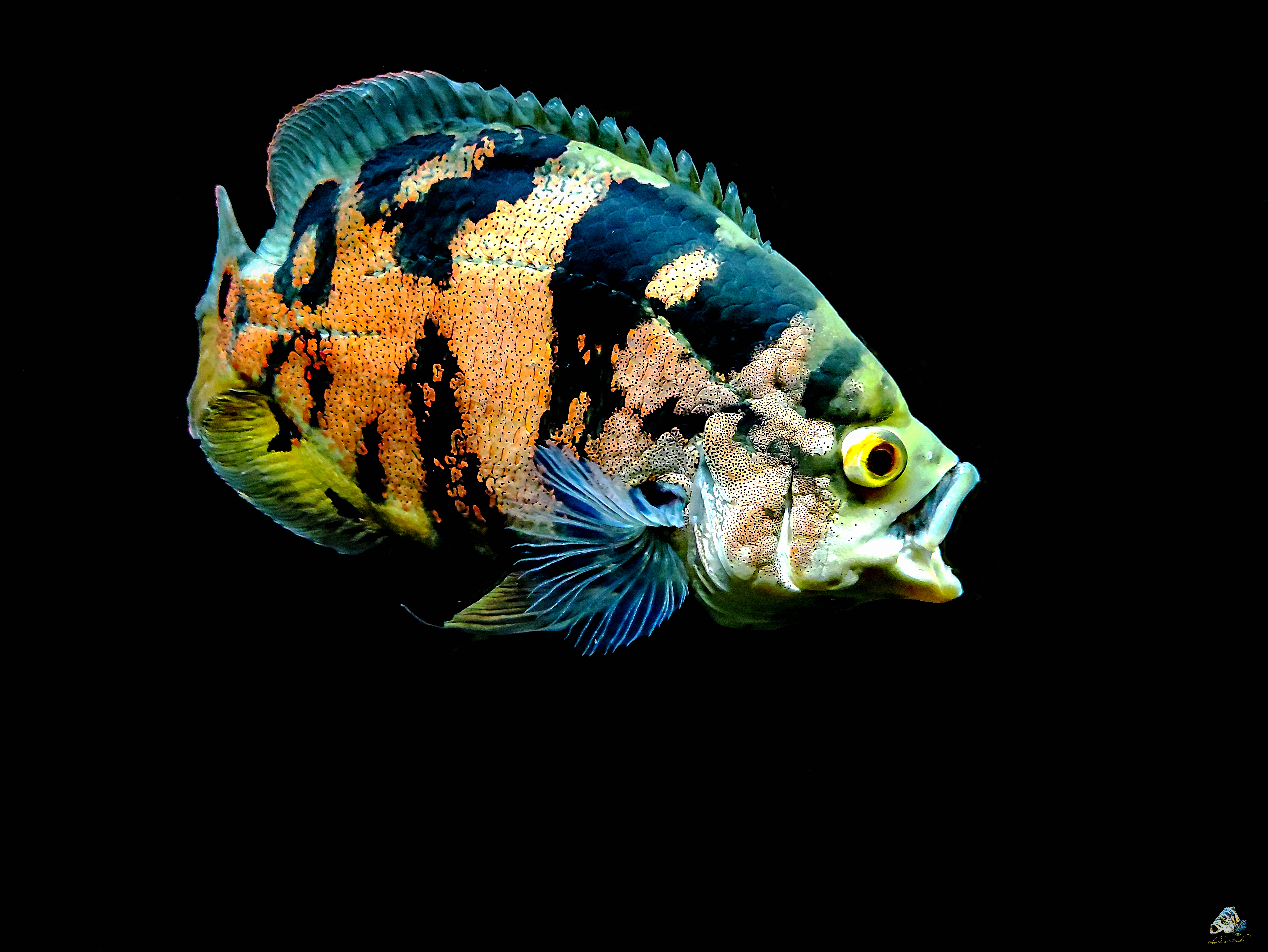
Astronotus Ocellatus
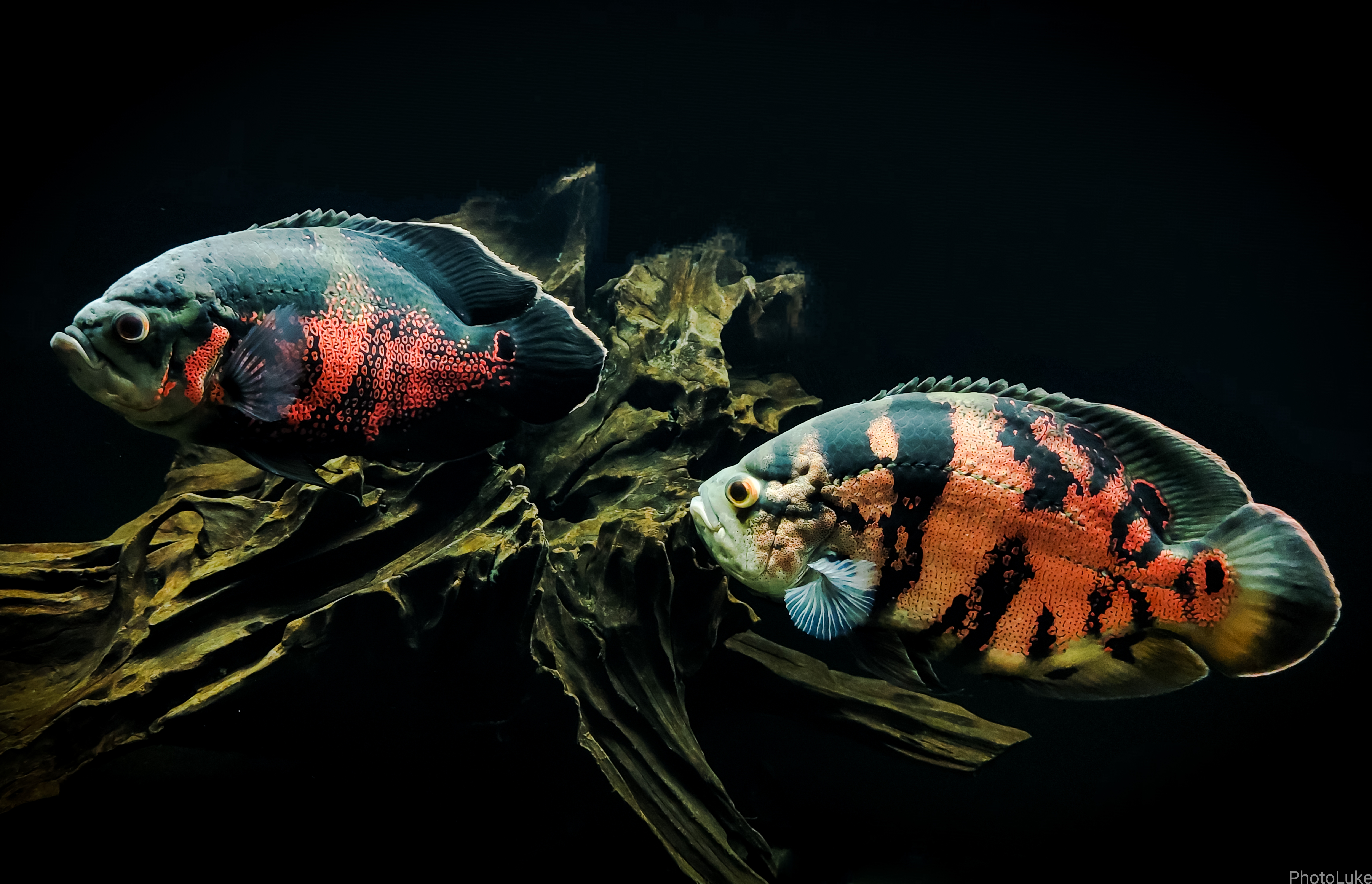
Astronotus Ocellatus